# 朱沖𤊨
韓恭王朱沖𤊨（1397年—1440年），明朝第二代韓王，韓憲王朱松的嫡長子，母妃馮氏，王妃韓氏。

## 生平
他在永樂九年（1411年）襲封韓王，封國原先位在遼東開原，但當時明朝政府放棄大寧兀良哈三衛一帶，開原靠近邊界易受侵擾不可居住，遂於永樂二十二年（1424年）改封平涼府，居住在原本屬於安惠王朱楹的府第。
明仁宗即位後，召朱沖𤊨與其弟襄陵莊穆王朱沖炑、樂平定肅王朱沖烌入朝晉見，三人皆獻詩讚頌，仁宗嘉悅，各賜白金鈔幣不等。明宣宗宣德年間，因王府護衛官軍逃逸者甚多，故而請求改封長沙府，但不被允許。其後上奏請求擴建王府宅邸，朝廷同意他的要求，派遣主事毛俊負責營建，同時增建襄陵、樂平二王的府第以及岷州廣福寺，但陝西守臣上奏當地正逢荒年，請求停止營造王府等工事，宣宗下令完成王宮的修繕，而停止興建廣福寺。平涼府位處邊陲，間諜充斥，朱沖𤊨通曉邊境利弊，正統元年（1436年）上奏竭力陳述邊塞諸事，朝廷下書嘉獎他。
他在位二十九年，正統五年（1440年）去世，享年四十四歲，三年後的正統八年（1443年）其子朱範圯嗣位。

## 家庭

### 妻妾
- 正妃韓氏，中兵馬指揮韓彬之女
- 鄧氏，生朱範圯
- 余氏，生朱範𡊁
- 丁氏，生朱範壑、朱範墅，正統九年（1444年）封夫人[1]
- 歐氏，生朱範堮
- 張氏

### 子
- 第一子：未命名早夭，未序齒
- 第二子：未命名早夭，未序齒
- 庶三子：韓懷王朱範圯
- 庶四子：韓靖王朱範𡊁
- 庶五子：平利懷簡王朱範壑
- 庶六子：褒城昭裕王朱範堮
- 庶七子：通渭莊簡王朱範墅[2]

### 女
- 第一女：淳化郡主，正統三年（1438年）封，配西安府生員趙慶，正統八年（1443年）去世。
- 第五女：南鄭郡主，景泰元年（1450年）封，配儀賓胡綸，天順七年（1463年）去世。